# Pierwsze damy Tunezji
Pierwsza dama Tunezji – nieformalny tytuł grzecznościowy i protokolarny stosowany na określenie małżonki prezydenta Tunezji.

## Lista małżonek prezydentów Tunezji
| L.p. | Imię i nazwisko (lata życia) | Zdjęcie | Prezydent               | Data uzyskania tytułu     | Data utraty tytułu        | Dodatkowe informacje                                                                     |
| ---- | ---------------------------- | ------- | ----------------------- | ------------------------- | ------------------------- | ---------------------------------------------------------------------------------------- |
| 1    | Moufida Bourguiba            |         | Habib Burgiba           | 25 lipca 1957(dts)        | 1961                      | Utraciła tytuł w wyniku rozwodu.                                                         |
| -    | Wakat                        | Wakat   | Habib Burgiba           | 1961                      | 12 kwietnia 1962(dts)     |                                                                                          |
| 2    | Wassila Bourguiba            |         | Habib Burgiba           | 12 kwietnia 1962(dts)     | 1986                      | Utraciła tytuł w wyniku rozwodu.                                                         |
| -    | Wakat                        | Wakat   | Habib Burgiba           | 1986                      | 7 listopada 1987(dts)     |                                                                                          |
| 3    | Naïma Ben Ali                |         | Zajn al-Abidin ibn Ali  | 7 listopada 1987(dts)     | 1988                      | Utraciła tytuł w wyniku rozwodu. Prezydent ibn Ali związał się z kochanką Leïlą Trabelsi |
| -    | Wakat                        | Wakat   | Zajn al-Abidin ibn Ali  | 1988                      | 1992                      |                                                                                          |
| 4    | Leïla Ben Ali                |         | Zajn al-Abidin ibn Ali  | 1992                      | 15 stycznia 2011(dts)     |                                                                                          |
| 5    | Lilia Mebazaa                |         | Fu’ad al-Mubazza        | 15 stycznia 2011(dts)     | 13 grudnia 2011(dts)      |                                                                                          |
| 6    | Beatrix Marzouki             |         | Al-Munsif al-Marzuki    | 13 grudnia 2011(dts)      | 31 grudnia 2014(dts)      |                                                                                          |
| 7    | Chadlia Saïda Farhat         |         | Al-Badżi Ka’id as-Sibsi | 31 grudnia 2014(dts)      | 25 lipca 2019(dts)        |                                                                                          |
| 8    | Siren Ennaceur               |         | Muhammad Bin Nasir      | 25 lipca 2019(dts)        | 23 października 2019(dts) |                                                                                          |
| 9    | Ichraf Chebil                |         | Kajs Su’ajjid           | 23 października 2019(dts) | nadal                     |                                                                                          |